# Боґухвали
Боґухвали (пол. Boguchwały, нім. Alt Reichau) — село в Польщі, у гміні Мілаково Острудського повіту Вармінсько-Мазурського воєводства.
Населення — 664 особи (2011).
У 1975-1998 роках село належало до Ольштинського воєводства.

## Демографія
Демографічна структура станом на 31 березня 2011 року:
|          | Загалом | Допрацездатний вік | Працездатний вік | Постпрацездатний вік |
| -------- | ------- | ------------------ | ---------------- | -------------------- |
| Чоловіки | 322     | 66                 | 241              | 15                   |
| Жінки    | 342     | 66                 | 215              | 61                   |
| Разом    | 664     | 132                | 456              | 76                   |